# NWA Texas Hardcore Championship
L'NWA Texas Hardcore Championship, nato come NWA Brass Knuckles Championship (Southwest version) è stato un titolo promosso dalla federazione NWA Texas, affiliata della National Wrestling Alliance  (NWA) attiva nella zona del Texas.
Il titolo fu attivo dal 1998, anno in cui iniziò ad essere difeso come NWA Brass Knuckles Championship, fino al 2001, quando la divisione hardcore della NWA Texas fu abbandonata.

## Storia
Il termine brass knuckles (letteralmente: tirapugni di ottone) rappresenta la natura di questo titolo: gli incontri titolati vedevano inizialmente la possibilità per i lottatori di utilizzare dei tirapugni, anche se questa regola fu sostituita in seguito da un più generico incontro senza squalifiche. All'interno dei territori NWA furono promossi, nel corso degli anni, un totale di otto titoli con questo nome.
Nonostante in Texas fossero già state attive altre versioni del titolo in passato, la NWA Texas ne introdusse una nuova nel giugno 1998, iniziando a promuovere una sua versione del NWA Brass Knucles Championship, che fu assegnato tramite un torneo vinto da Krusher Kong. Il 1º aprile 1999 il titolo cambiò nome in NWA Texas Hardcore Championship.
Il titolo, con il nuovo nome, rimase attivo fino al 15 aprile 1991, quando la NWA Texas decise di dismettere la sua divisione hardcore e smise di promuovere il titolo.

## Albo d'oro
| Legenda  |                                                                               |
| -------- | ----------------------------------------------------------------------------- |
| #        | Indica il numero del regno titolato                                           |
| Regno    | Viene indicato il numero del regno del campione                               |
| Data     | La data in cui il titolo è stato vinto                                        |
| Località | Indica il luogo in cui il titolo è stato vinto                                |
| Note     | Indica notizie particolari riguardanti i cambi di titolo o altre informazioni |

### NWA Brass Knuckles Championship (1998-1999)
| # | Campione            | Regno | Data             | Giorni | Località                    | Evento     | Note                                                                                             | Fonti |
| - | ------------------- | ----- | ---------------- | ------ | --------------------------- | ---------- | ------------------------------------------------------------------------------------------------ | ----- |
| 1 | Krusher Kong        | 1     | 2 giugno 1998    | 73     | Denton, Texas               | House show | In un torneo per decretare il campione inaugurale, sconfiggendo in finale Perry Jackson.         |       |
| 2 | Eclipse             | 1     | 14 agosto 1998   | --     | North Richland Hills, Texas | House show |                                                                                                  |       |
| 3 | Nietrain C. Crane   | 1     | ottobre 1998     | --     | North Richland Hills, Texas | House show | Il titolo fu assegnato a tavolino a Crane quando Eclipse non si presentò ad una difesa titolata. |       |
| 4 | Super T             | 1     | 9 ottobre 1998   | 105    | North Richland Hills, Texas | House show |                                                                                                  |       |
| 5 | Cedric of Hollywood | 1     | 22 gennaio 1999  | 35     | North Richland Hills, Texas | House show |                                                                                                  |       |
| 6 | Jimmy James         | 1     | 26 febbraio 1999 | 42     | North Richland Hills, Texas | House show | Il titolo fu rinominato NWA Texas Hardcore Championship il 1º aprile 1999.                       |       |

### NWA Texas Hardcore Championship (1999-2001)
| #  | Campione             | Regno | Data             | Giorni | Località                    | Evento     | Note                                                                                                  | Fonti |
| -- | -------------------- | ----- | ---------------- | ------ | --------------------------- | ---------- | --- | ----- |
| 7  | Canyon               | 1     | 9 aprile 1999    | 71     | North Richland Hills, Texas | House show | |       |
| 8  | Jimmy James          | 2     | 19 giugno 1999   | 104    | North Richland Hills, Texas | House show | |       |
| 9  | The New Dr. X        | 1     | 1 ottobre 1999   | 56     | North Richland Hills, Texas | House show | |       |
| 10 | Canyon               | 2     | 26 novembre 1999 | 84     | North Richland Hills, Texas | House show | |       |
| 11 | Necro Butcher        | 1     | 18 febbraio 2000 | 14     | North Richland Hills, Texas | House show | |       |
| 12 | Convict 00187        | 1     | 3 marzo 2000     | 29     | North Richland Hills, Texas | House show | |       |
| 13 | Necro Butcher        | 2     | 1 aprile 2000    | 13     | Blue Mound, Texas           | House show | |       |
| 14 | Abdullah the Butcher | 1     | 14 aprile 2000   | --     | North Richland Hills, Texas | House show | |       |
| —  | Vacante              | —     | maggio 2000      | —      | —                           | —          | Il titolo fu reso vacante per motivi non noti.                                                        |       |
| 15 | Necro Butcher        | 3     | 26 maggio 2000   | 142    | North Richland Hills, Texas | House show | | [ 1 ] |
| 16 | Mr. Mayhem           | 1     | 15 ottobre 2000  | 40     | Nashville, Tennessee        | House show | |       |
| 17 | Necro Butcher        | 4     | 24 novembre 2000 | 91     | North Richland Hills, Texas | House show | |       |
| 18 | Beast                | 1     | 23 febbraio 2001 | 21     | North Richland Hills, Texas | House show | |       |
| 19 | Convict 00187        | 2     | 16 marzo 2001    | 30     | North Richland Hills, Texas | House show | |       |
| —  | Disattivato          | —     | 15 aprile 2001   | —      | —                           | —          | Il titolo smise di essere promosso quando la NWA Texas smise di promuovere la sua divisione hardcore. |       |